# Новые Трифешты
Новые Трифешты, Трифештий Ной (рум. Trifeștii Noi) — село в Кагульском районе Молдавии. Наряду с селом Московей входит в состав коммуны Московей.

## География
Село расположено на высоте 64 метров над уровнем моря. Рядом с западной окраиной села, по направлению с северо-запада на юго-восток протекает река Большая Салчия (правый приток реки Ялпуг).

## Население
По данным переписи населения 2004 года, в селе Новые Трифешты проживает 432 человека (211 мужчина, 221 женщина).
Этнический состав села:
| Национальность | Число жителей | Процентный состав |
| -------------- | ------------- | ----------------- |
| молдаване      | 328           | 75.93             |
| болгары        | 65            | 15.05             |
| русские        | 22            | 5.09              |
| украинцы       | 10            | 2.31              |
| гагаузы        | 6             | 1.39              |
| прочие         | 1             | 0.23              |
| Всего          | 432           | 100 %             |